# Godinești
Godinești è un comune della Romania di 2263 abitanti, ubicato nel distretto di Gorj, nella regione storica dell'Oltenia.
Il comune è formato dall'unione di 5 villaggi: Cămuiești, Cleșnești, Glogova, Iormănești, Olteanu.